# 永井勝次郎

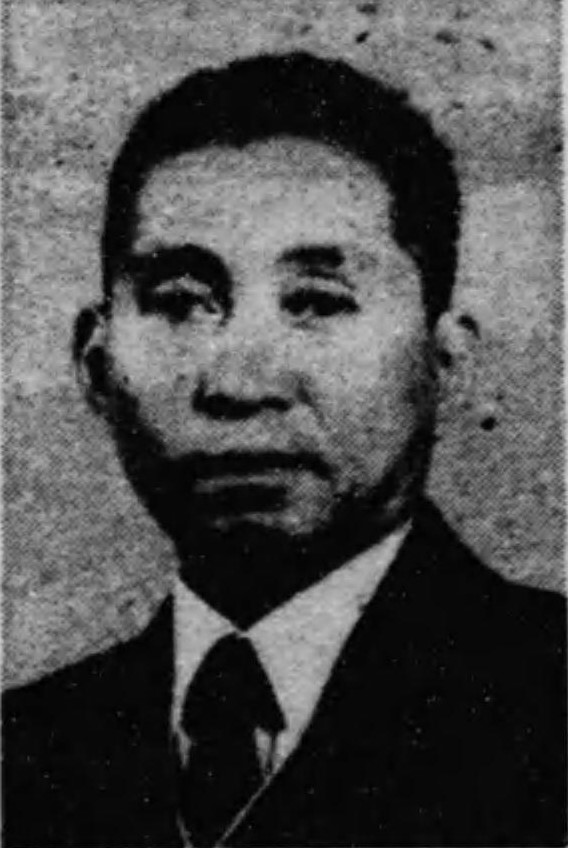
永井勝次郎

永井 勝次郎（ながい かつじろう、1901年（明治34年）1月12日 - 1987年（昭和62年）12月31日）は、日本の政治家。衆議院議員。北見市名誉市民。

## 経歴
北海道中川郡、現在の池田町出身。札幌師範学校（現北海道教育大学）で学ぶ。北見新聞記者となり、1930年、野付牛町（現北見市）町会議員に当選。その後、同町議3期、北海道会議員を1期務めた。
1946年4月、第22回衆議院議員総選挙に北海道第2区から無所属で出馬し当選。当選後、日本社会党に入党。その後、北海道第5区で第23回と、第25回から第31回総選挙まで8回当選し、衆議院議員を通算九期務めた。この間、中小企業、弱者への対策に尽力し、衆議院電気通信委員長、日本社会党中小企業部長、同政策審議会副会長、同物価対策委員長、同中央執行委員、同中小企業対策特別委員長、同両院議員総会副会長などを務めた。
代議士引退後、1973年から2年間、日本社会党中央執行副委員長を務め、その後、同党顧問となった。1977年、北海学園北見大学商学部客員講師（～1981年、労働組合論担当）

## 親族
- 子息 永井哲男（弁護士、衆議院議員）[4]